# Aruamu jezik
Aruamu jezik (ISO 639-3: msy; ariawiai, makarub, makarup, mikarew, mikarew-ariaw, mikarup) papuanski jezik ramu-donjosepičke porodice, uže skupine ramu, kojim govori oko 8 000 ljudi (1990 UBS) iz plemena Aruamu u džunglama u provinciji Madang u Papui Novoj Gvineji. Najvažniji je i najgovoreniji od tri mikarewska jezika.
Piše se latinicom.

## Vanjske poveznice
- Ethnologue (14th)
- Ethnologue (15th)